# Tartavalle Terme
Le terme di Tartavalle sono un'ex stazione termale della Valsassina situata nel comune di Taceno (LC) che costituisce la frazione di Tartavalle Terme.

## Storia
Nel 1839 Antonio Fondra, residente a Taceno, scoprì nella località di Tartavalle una sorgente di acqua potabile, la quale risultava avere effetti benefici su coloro che la bevevano. Perciò nel 1847 padre Ottavio Ferrario, un chimico dell'epoca, giunse in Valsassina appositamente per analizzarla, e la qualificò come acqua magnesiaca ferruginosa.
La fama della fonte crebbe così di anno in anno (nel 1907 si quantificò un numero di 1500 visitatori annui), tanto da favorire la nascita nel 1905 di uno stabilimento balneare diretto dai fratelli don Clemente e don Tranquillo Fondra e di un albergo annesso, mentre nel 1929 sorse lo stabilimento termale, ampliato poi nel 1966. Pochi anni dopo, nel 1911, venne effettuata l'analisi completa delle acque, oggi considerate le più alcaline d'Italia.
Dopo un periodo di chiusura, nel 2009 è stato dato l'annuncio della loro riapertura.